# Netelia cushmani
Netelia cushmani là một loài tò vò trong họ Ichneumonidae.